# Сесилия Мейрелис
Сесилия Беневидис ди Карвалю Мейрелис (на португалски: Cecília Benevides de Carvalho Meireles) е бразилска поетеса, писателка и педагог.

## Биография
Родена е на 7 ноември 1901 г. в Рио де Жанейро. От 20-те години започва да пише поезия, силно повлияна от неосимволизма, и се налага като един от водещите поети на втория етап на бразилското модернистично движение в литературата. Днес тя е определяна като най-значимата поетеса в историята на бразилската литература.
Превежда на бразилски португалски такива различни автори като Морис Метерлинк, Федерико Гарсия Лорка, Хенрик Ибсен, Рабиндранат Тагор, Райнер Мария Рилке, Вирджиния Улф и Александър Пушкин.
Сесилия Мейрелис умира на 9 ноември 1964 г. в Рио де Жанейро.

## Признание и отличия
- 1939 Награда за поезия Olavio Bilac на Academia Brasileña de Letras за Viagem
- 1942 Socia honoraria del Real Gabinete Português de Leitura в Рио де Жанейро
- 1952 Oficial de la Orden del Mérito de Chile
- 1953 Socia honoraria del Instituto Vasco da Gama в Гоа (Индия)
- 1953 Почетен доктор на Университета в Ню Делхи
- 1962 Награда за театрален превод на Asociación Paulista de Críticos de Arte
- 1963 Premio Jabuti за превода на книгата Poemas de Israel
- 1964 Premio Jabuti за поезия за книгата Solombra

## Произведения
- Espectros, 1919
- Criança, meu amor, 1923
- Nunca mais, 1923
- Poema dos Poemas, 1923
- Baladas para El-Rei, 1925
- O Espírito Vitorioso, 1929
- Saudação à menina de Portugal, 1930
- Batuque, samba e Macumba, 1933
- A Festa das Letras, 1937
- Viagem, 1939
- Vaga Música, 1942
- Poetas Novos de Portugal, 1944
- Mar Absoluto, 1945
- Rute e Alberto, 1945
- Rui – Pequena História de uma Grande Vida, 1948
- Retrato Natural, 1949
- Problemas de Literatura Infantil, 1950
- Amor em Leonoreta, 1952
- Doze Noturnos de Holanda e o Aeronauta, 1952
- Romanceiro da Inconfidência, 1953
- Poemas Escritos na Índia, 1953
- Batuque, 1953
- Pequeno Oratório de Santa Clara, 1955
- Pistoia, Cemitério Militar Brasileiro, 1955
- Panorama Folclórico de Açores, 1955
- Canções, 1956
- Giroflê, Giroflá, 1956
- Romance de Santa Cecília, 1957
- A Bíblia na Literatura Brasileira, 1957
- A Rosa, 1957
- Obra Poética, 1958
- Metal Rosicler, 1960
- Poemas de Israel, 1963
- Antologia Poética, 1963
- Solombra, 1963
- Ou isto ou Aquilo, 1964
- Escolha o Seu Sonho, 1964